# Tipula (Yamatotipula) quadrivittata
Tipula (Yamatotipula) quadrivittata is een tweevleugelige uit de familie langpootmuggen (Tipulidae). De soort komt voor in het Palearctisch gebied.